# Renato Curi
Renato Curi (Montefiore dell'Aso, 20 de setembro de 1953 – Perugia, 30 de outubro de 1977) foi um futebolista italiano. Jogava como meio-campista.

## Carreira
Iniciou a carreira em 1969, atuando pelo Giulianova, onde realizou 105 partidas até 1973, marcando 3 gols.
Defendeu ainda o Como na temporada 1973-74, jogando apenas 24 partidas. Foi com a camisa do Perugia, clube que defendeu por 4 anos, onde Curi se destacou ao sagrar-se campeão da Série B em 1974-75, o segundo título em sua carreira (havia conquistado a Série D em 1969-70 pelo Giulianova). Pelos Grifoni, jogou 81 partidas e marcou 7 gols.

## Morte prematura
Durante o jogo entre Perugia e Juventus, em 30 de outubro de 1977, Curi sofreu um ataque cardíaco e caiu morto no gramado, com apenas 24 anos de idade. Desde a temporada 1976-77, era especulado que o meio-campista seria incluído em futuras convocações da Seleção Italiana.

## Homenagem
Em homenagem ao meio-campista, o Perugia decidiu renomear o estádio Comunale di Pian di Massiano como Estádio Renato Curi.